# 宮本誉久
宮本 誉久（みやもと たかひさ、1985年4月26日 - ）は、日本のラグビー選手。

## プロフィール
- 島根県出身[1]。
- ポジションはフランカー(FL)。
- 身長 180cm、体重 95kg
- ニックネームはアモン。
- 関東代表に選ばれたことがある[2]。

## 略歴
2004年、出雲高校卒業後、東海大学に入学する。
2007年、東海大学体育会ラグビーフットボール部の主将に就任した。
2008年、東海大学卒業後、NECグリーンロケッツに加入。同年9月12日に行われたジャパンラグビートップリーグ第2節の横河武蔵野アトラスターズ戦に途中出場で公式戦初出場を果たす。
2017年、NECグリーンロケッツを退団した。